# Тиманіт

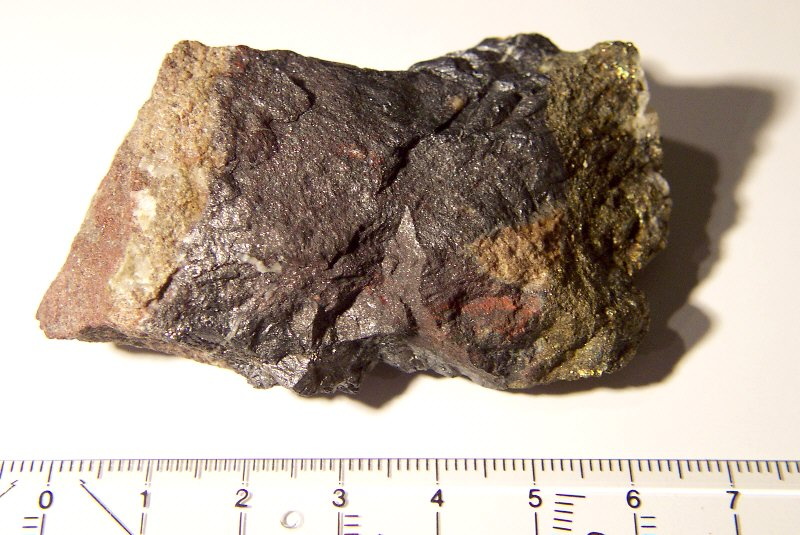

Тиманіт (рос. тиманнит; англ. tiemannite; нім. Tiemannit m) — мінерал, селенід ртуті координаційної будови з групи сфалериту. Названий за прізвищем німецького дослідника В.Тімана (W.Tiemann) — першовідкривача мінералу, C.F.Naumann, 1855.

## Опис
Хімічна формула: HgSe. Містить (%): Hg — 71,7; Se — 28,3. Домішки: Cd, S.
Сингонія кубічна. Гекстетраедричний вид. Утворює тонкозернисті або зливні аґреґати, рідко дрібні кристали. Густина 8,24-8,47. Тв. 2,5. Колір сталевий або темно-свинцевий. Блиск металічний. Риса майже чорна. Непрозорий. Масивний. Добрий провідник електрики. В аншліфах ізотропний.

## Поширення
Знайдений у гідротермальних жилах серед вапняків разом з баритом, кальцитом, клаусталітом, оксидами манґану. Зустрічається на руднику «Шарлотта», Клаусталь, Гарц (ФРН), в окрузі Р'ют (штат Колорадо), на оз. Клір-Лейк (штат Каліфорнія, США). Дуже рідкісний.